# Joseph Perret
Joseph „Joe“ Perret (* 18. März 1991) ist ein britischer Straßenradrennfahrer.
Joseph Perret gewann 2008 in der Juniorenklasse den Prolog beim Ster van Zuid-Limburg. Bei der britischen Meisterschaft in Gloucester gewann er das Einzelzeitfahren. Im nächsten Jahr gewann er bei der Junioren-Europameisterschaft in Hooglede-Gits die Goldmedaille im Einzelzeitfahren und er verteidigte seinen britischen Meistertitel. Im Straßenrennen der nationalen Meisterschaft belegte er den dritten Platz. Ab der Saison 2010 wird Perret für das schwedische Continental Team Sprocket Procycling an den Start gehen.

## Erfolge
2008
- Britischer Meister – Einzelzeitfahren (Junioren)

2009
- Europameister – Einzelzeitfahren (Junioren)
- Britischer Meister – Einzelzeitfahren (Junioren)

## Teams
- 2010 Team Sprocket (bis 31. Juli)
- 2011 Twenty3c-Orbea

- 2013 Team IG-Sigma Sport
- 2014 Raleigh-GAC